# Blaszany bębenek

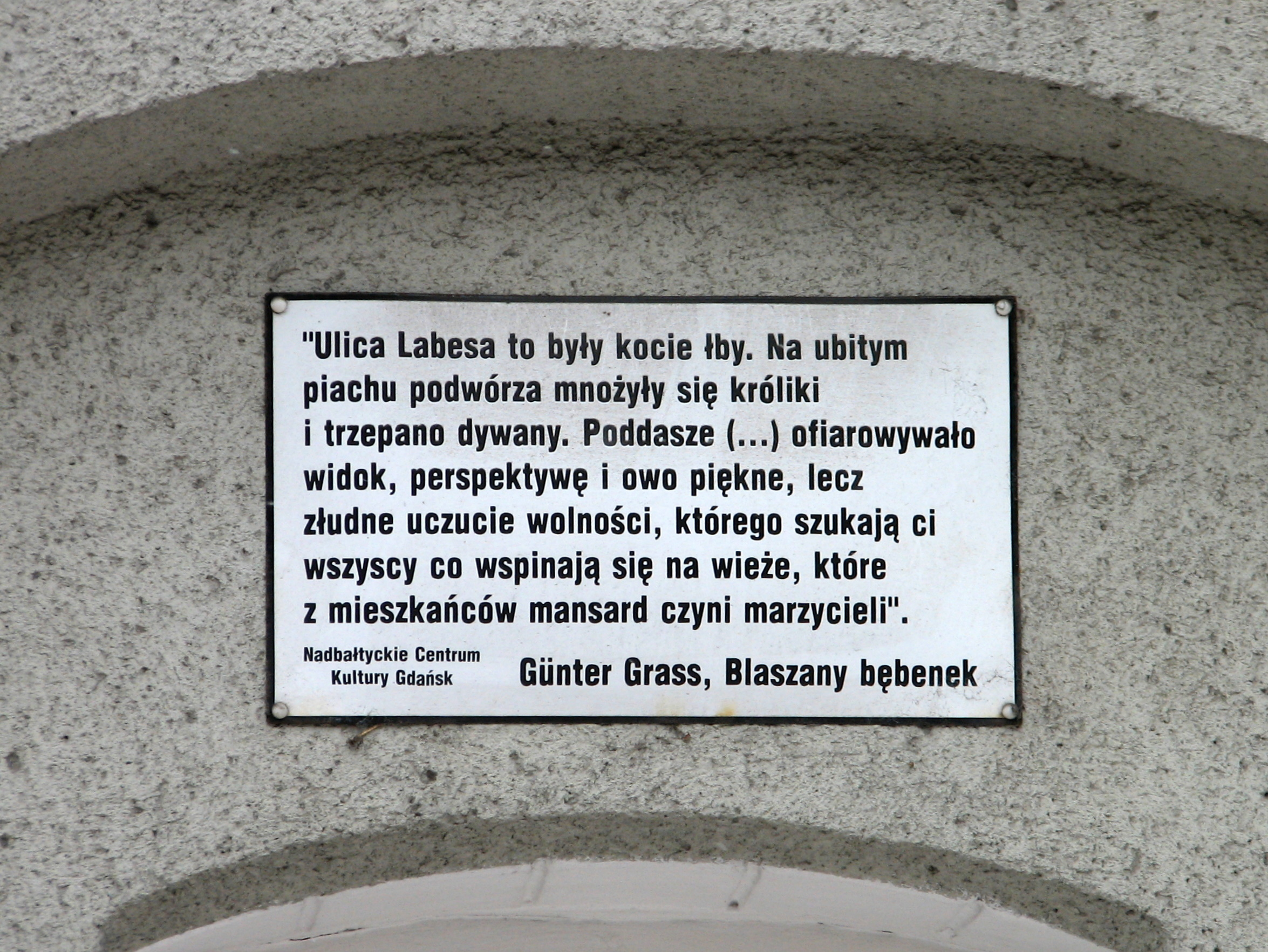
Cytat umieszczony na ścianie przedwojennego domu Güntera Grassa. Opisuje miejsce dzieciństwa tak głównego bohatera książki, jak i autora

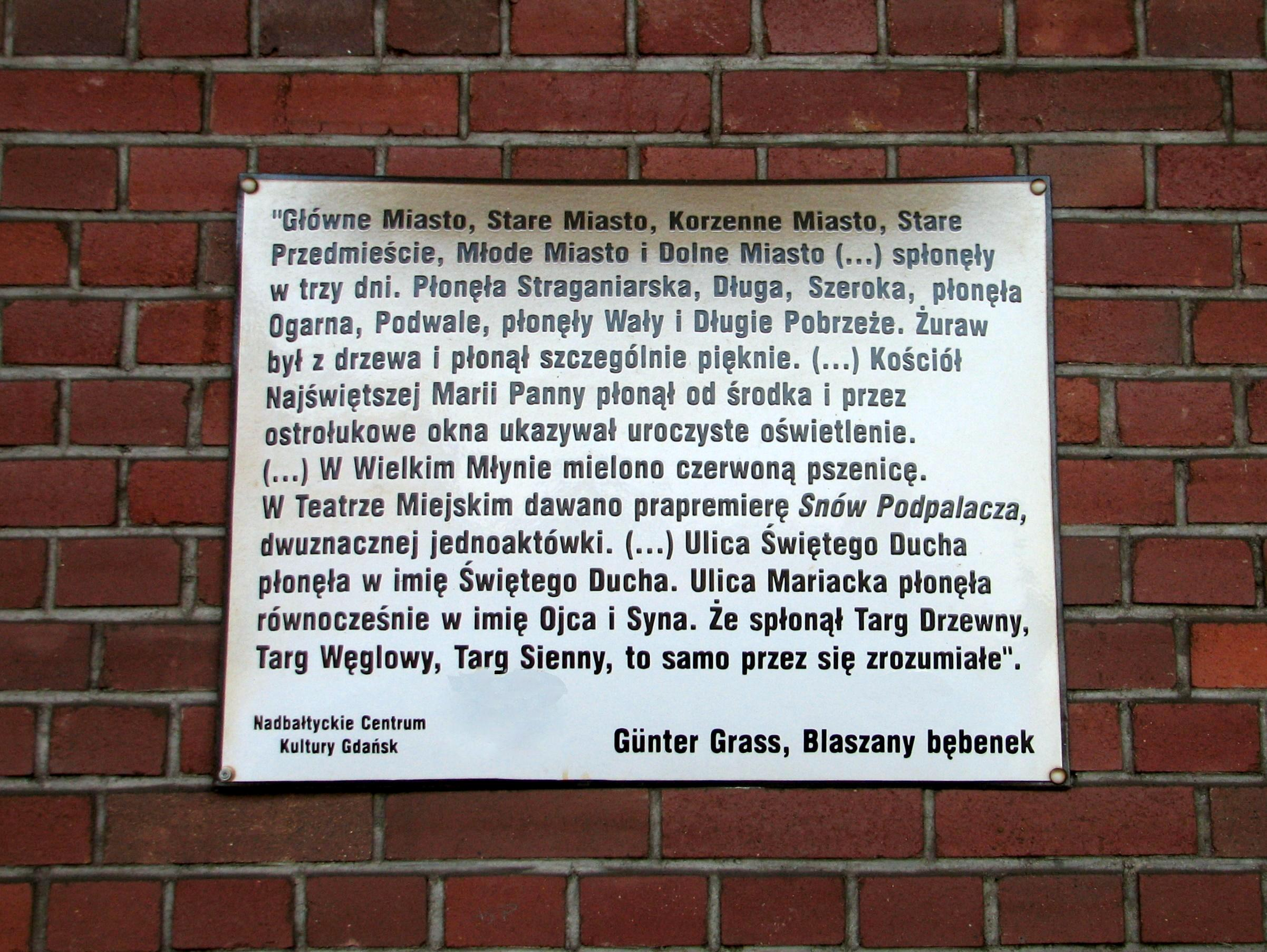
Inny cytat umieszczony na małym budynku na peronie drugim (usunięta po jego wyburzeniu) stacji Gdańsk Główny. Opisuje lekko zniszczenie Gdańska przez Armię Czerwoną

Blaszany bębenek (niem. Die Blechtrommel) – powieść Güntera Grassa wydana w 1959 roku, pierwsza część tzw. Trylogii gdańskiej. Książka weszła do kanonu niemieckiej literatury podrugowojennej. W 1979 roku weszła do kin ekranizacja powieści w reżyserii Volkera Schlöndorffa. Film zdobył nagrodę Oscar dla najlepszego filmu nieanglojęzycznego za 1979 rok.
Główny bohater powieści Oskar Matzerath został w 2002 r. upamiętniony pomnikiem-ławeczką w gdańskim Wrzeszczu przy pl. Wybickiego. W 2015 podjęto decyzję, że zgodnie z pierwotną koncepcją do postaci Oskara dołączy jego zmarły twórca Günter Grass, z nieodłączną fajką w ręku oraz nawiązującymi do jego twórczości figurkami ślimaka i kumaka. Figura zmarłego noblisty została odsłonięta 16 października 2015.

## Fabuła

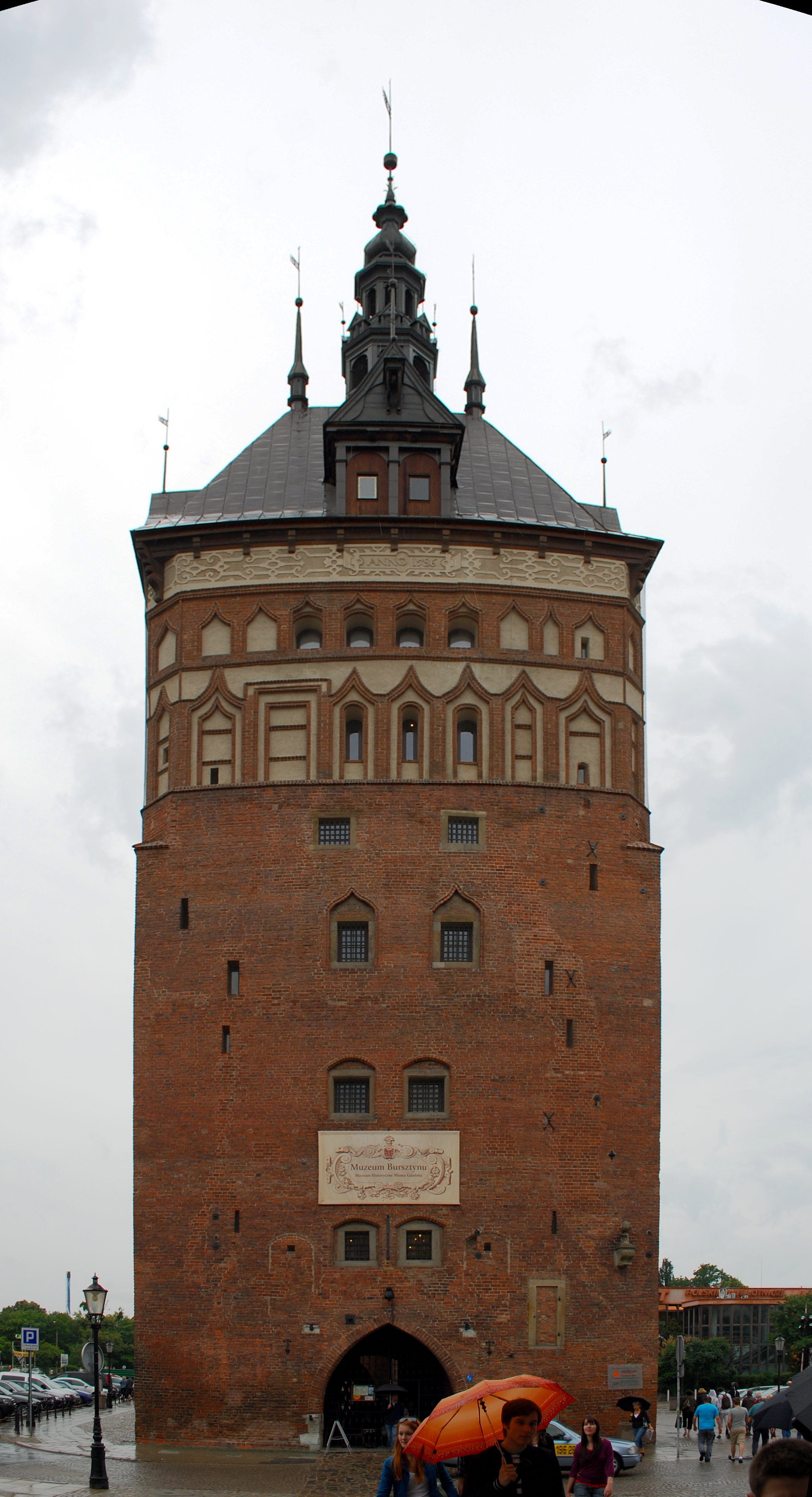
Wieża więzienna w Gdańsku

Powieść opowiada historię Oskara Matzeratha – dziecka dojrzewającego w mieszczańskiej rodzinie niemieckiej w Wolnym Mieście Gdańsk końca lat 30 XX wieku. Oskar jest pod wpływem trzech kultur (kaszubskiej, niemieckiej i polskiej) i zdaje się mieć troje rodziców: Agnes Matzerath (Kaszubkę), Alfreda Matzeratha (jej męża Niemca) i Jana Brońskiego (Polaka, kuzyna i kochanka Agnes).
W wieku 3 lat, na znak sprzeciwu wobec otaczającej go rzeczywistości dorosłych, Oskar postanawia przestać rosnąć. Upadek ze schodów powoduje zahamowanie dalszego wzrostu. Tytułowy blaszany bębenek, nieprzypadkowo biało-czerwony, stanowi ważny element komunikacji niedostosowanego chłopca z otoczeniem. Namiętne uderzanie w instrument staje się sposobem na komentowanie otaczającej rzeczywistości.
Różnorodną jest forma narracji powieści – narrator występuje zarówno w pierwszej, jak i w trzeciej osobie. Daje to wrażenie, jak gdyby Oskar odcinał się sam od siebie – patrzył na pewne sprawy z dystansu. Na fabułę powieści składają się luźno powiązane ze sobą fragmenty, stanowiące swoistą autobiografię głównego bohatera.
Najważniejszym przekazem powieści jest bunt młodego człowieka w skomplikowanym, przechodzącym dynamiczne zmiany świecie. Obserwując świat dorosłych, w mieście ścierających się kultur niemieckiej, polskiej i kaszubskiej bohater powieści nie akceptuje tego, czego jest świadkiem, Czasy Wolnego Miasta Gdańsk, okres rozkwitu hitleryzmu i wojna są tylko dalekim tłem (choć mającym silny i dramatyczny wpływ na postawy bohaterów książki).

## Czas i miejsce akcji
Akcja książki zaczyna się w 1924 roku, gdy rodzi się Oskar pod dwiema sześćdziesięcioświecowymi żarówkami. Wspomniany upadek ze schodów, śmierć matki, wybuch II wojny światowej, dojrzewanie, wyjazd do nowych Niemiec, po zmianie granic i przyznaniu Gdańska Polsce. Dalsze losy bohatera ukazane są na tle kształtowania się powojennej rzeczywistości w Republice Federalnej Niemiec.
Ważnym bohaterem powieści jest Gdańsk, ukazany jako miejsce ścierania się kultur: kaszubskiej, polskiej i niemieckiej. Wiele miejsca poświęcone jest studiom charakteru mieszkańców i zmiany ich poglądów podczas wojny.

## Bohaterowie

### Oskar Matzerath

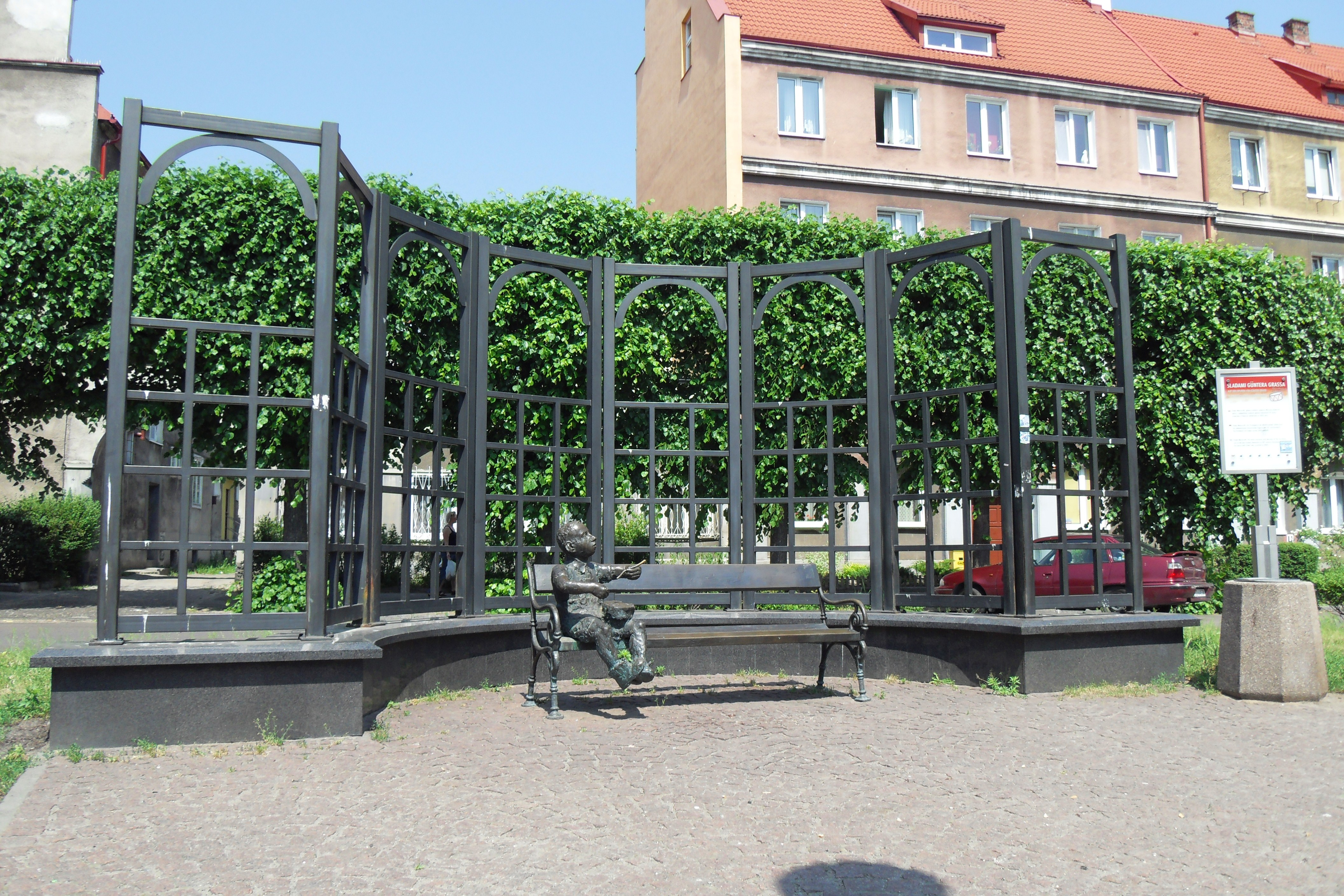
Pomnik Oskara Matzeratha w pobliżu dawnego domu Güntera Grassa

Główny bohater i narrator powieści. Sam częściej mówi o sobie Oskar Broński. Urodził się w 1924 roku w Gdańsku. Jego matką jest Agnieszka (Agnes), natomiast sam nie wie kim jest jego ojciec. Na ogół stwierdza, że jego prawdziwym ojcem był Jan Broński i nie uznaje w Alfredzie Matzeracie prawdziwego, a jedynie domniemanego ojca. Nad grobem A.Matzeratha przyznaje jednak, że według wszelkiego prawdopodobieństwa był on również jego naturalnym ojcem.
Na 3 rocznicę urodzin (1927) otrzymuje od matki blaszany bębenek i jednocześnie postanawia przestać rosnąć. By uwiarygodnić zaprzestanie swojego wzrostu, pozoruje wypadek i spada ze schodów. Tym samym wydaje się mieć zawsze 3 lata. Dorośli uważają go z kolei za niedorozwiniętego. Zatrzymuje się na wzroście 96 centymetrów. Uważa się za bębniarza z profesji i przeznaczenia.
Oskar nie uczęszczał do państwowej szkoły, gdyż tam nie pozwalano mu grać na bębenku, dzięki któremu określa otaczający go świat. Jego nauczycielką zostaje Gretchen Scheffler, sąsiadka, a inspiracjami Oskara postacie i dzieła Johanna Wolfganga von Goethe i Grigorija Rasputina. Do tych postaci odwołuje się na każdym etapie swojego życia. Jest też zafascynowany postacią Jezusa Chrystusa, do którego sam się porównuje. W tym też czasie uczy się rozśpiewywać szkło, tj. rozbijać je bądź wyżłabiać wysokim krzykiem.
Do czasów II wojny światowej Oskar żyje beztrosko, zajmując się np. rozśpiewywaniem szyb sklepowych wystaw, by sprawdzić kto z przechodniów okaże się złodziejem. Nie był zbyt lubiany przez kolegów z podwórka i rówieśników w ogóle.
Już w dzieciństwie przeżywa kilka tragedii, którymi nie wydaje jednak zbyt przejmować. W 1938 roku umiera jego matka. W tym samym roku jest też świadkiem tzw. kryształowej nocy, w której ginie m.in. handlarz zabawek Sigismund Markus, od którego nabywał blaszane bębenki. W niecały rok później umiera jego przyjaciel Herbert Truczinski. We wrześniu 1939 roku jest świadkiem obrony Poczty Polskiej i zatrzymania swojego domniemanego ojca Jana Brońskiego. Sam Oskar przyczynia się do śmierci Brońskiego.
W latach 1940–1941 zostaje kochankiem Marii Truczinskiej, siostry Herberta. Uważa, że jej syn Kurt jest jego rodzonym synem, choć oficjalnie zostaje nim Alfred Matzerath. Następnie wyrusza razem z Teatrem frontowym mistrza Bebry, którego podziwiał jeszcze przed wojną. Tam zostaje kochankiem karlicy Roswity Raguny. W 1944 roku Roswita ginie w nalocie bombowym, a Oskar wraca do Gdańska.
Wkrótce Gdańsk zostaje przejęty przez wojska radzieckie. Podobnie jak przyczynił się do śmierci Jana Brońskiego, tak i z rozmysłem wystawia Matzeratha. Jak sam stwierdza, ma już dość ojców. Na pogrzebie Matzeratha postanawia rosnąć i urasta o prawie 30 centymetrów. Od tej pory mierzy sobie 121 cm wzrostu. Po tym wydarzeniu przebywa cały rok w szpitalu w Niemczech. W tym też czasie wyrasta mu pokaźny garb na plecach.
Po wojnie wyrusza razem z Marią i Kurtem do Düsseldorfu, gdzie trudni się jako kamieniarz ryjący napisy na płytach nagrobnych i model pozujący do obrazów na miejscowej Akademii Sztuki. Przeprowadza się na stancję do państwa Zeidler. W 1949 roku zakłada wspólnie ze swym sąsiadem Kleppem i panem Scholle zespół The Rhine River Three i gra w pubie Piwnicy pod Cebulą. Potem wydaje solowe płyty, które cieszą się dużą popularnością i przynoszą mu spory dochód.
W 1952 roku trafia do zakładu dla załamanych nerwowo i tu rozpoczyna spisywanie swoich wspomnień, co trwa przez dwa lata.
Oskar jest blondynem o niebieskich oczach, typowych dla rodziny Brońskich, co lubi podkreślać w swej opowieści.

### Rodzina Oskara
Agnieszka (Agnes) Matzerath – matka głównego bohatera. Jest córką Polki Anny Brońskiej i Kaszuba Józefa Koljaczka, urodzona w 1900 roku.
W dzieciństwie pomagała swej babci w prowadzeniu sklepu u boku swego ojczyma Grzegorza Koljaczka.
W czasie I wojny światowej służy jako pielęgniarka i opatruje rany zarówno żołnierzy Ententy, jak i Trójprzymierza. W ten sposób poznaje rannego żołnierza niemieckiego Alfreda Matzeratha, swojego późniejszego męża. Po wojnie zamieszkuje w Wolnym Mieście Gdańsk. Agnieszka bierze ślub z Matzerathem w 1923 roku. Później pomaga mężowi w prowadzeniu sklepu.
Już na samym początku trwania małżeństwa zostaje kochanką swego kuzyna Jana Brońskiego. Mąż wydaje się o tym wiedzieć i akceptować ten związek, przez co tworzą razem Ménage à trois. To dlatego jej syn Oskar, urodzony w 1924 roku nigdy nie miał pewności, który z dwu mężczyzn był naprawdę jego ojcem.
Agnes żyła rozdarta między uczuciami obojga mężczyzn. Oskar okazuje się być niepełnosprawny i wymaga poświęcenia mu więcej opieki. Sytuacja ta staje się z czasem coraz bardziej uciążliwa dla Agnieszki, zwłaszcza że jej mąż jest Niemcem i należy do NSDAP, a jej kochanek Polakiem związanym z Pocztą Polską. W wakacje 1938 roku jest świadkiem, jak rybak z Sopotu wyławia z wody głowę konia i wyciąga z jego paszczy węgorze. Wydarzenie to silnie zaburza psychikę Agnieszki. Niedługo po powrocie do Gdańska zaczyna obsesyjnie jeść ryby, często nieświeże. Umiera w wyniku zatrucia. Zostaje pochowana w Brętowie.
Jan Broński – kochanek i jednocześnie kuzyn Agnieszki Matzerath. Jest synem Wincentego Brońskiego, brata Anny Koljaczkowej. Urodził się w 1896 roku.
Jan jest przystojnym, młodym mężczyzną o niewinnym spojrzeniu niebieskich oczu. Jego żoną jest Jadwiga, z którą ma dwójkę dzieci, Stefana i Margę.
W roku 1917 ukończył szkołę, a później został pracownikiem się Poczty Polskiej w Gdańsku.
Jego małżeństwo nigdy nie było szczęśliwe, niedługo po wojnie rozpoczyna się więc jego związek z kuzynką Agnieszką. Jego stałym elementem jest gra w skata razem z Agnieszką i Alfredem.
1 września 1939 roku zostaje zwerbowany do obrony gmachu Poczty Polskiej w Gdańsku. Delikatny z natury Jan jest zbyt sparaliżowany strachem by walczyć. Towarzyszy mu ranny pracownik poczty i Oskar, razem zaczynają grać w skata. Po kilku godzinach walk poczta poddaje się. Jan zostaje rozstrzelany razem z resztą obrońców i pochowany na cmentarzu na Zaspie.
Alfred Matzerath – mąż Agnieszki Brońskiej. Pochodzi z Nadrenii
W 1939 roku zostaje kochankiem Marii Truczinskiej, z którą wkrótce bierze ślub. Uważa, że to on jest naturalnym ojcem Kurta, syna Marii. Jednakowoż Oskar twierdzi, że to on jest jego naturalnym ojcem, a Matzerath tylko oficjalnym.
W kwietniu 1945 roku Matzerath ukrywa się razem z rodziną w piwnicy, oczekując na nadejście Armii Czerwonej. Rosjanie odnajdują ich. Matzerath w pośpiechu wyrzuca broszkę nazistowskiej partii. Oskar podnosi ją i oddaje Matzerathowi. Ten w panice połyka broszkę i zaczyna się krztusić. Rosjanin przestraszony jego gwałtownymi ruchami strzela do niego serią z pepeszy. Alfred Matzerath zostaje pochowany na Zaspie, tym samym cmentarzu gdzie leży Jan Broński.
Oskar wspomina go jako wyśmienitego kucharza.
Maria Matzerath – córka Matki Truczinskiej, urodzona w 1923 roku.
W 1939 roku zostaje kochanką Oskara. Prawdopodobnie to właśnie z nim zachodzi w ciążę. Dwa tygodnie później stosunek z nią odbywa Alfred Matzerath, na tej podstawie uważa się później za ojca jej dziecka Kurta. Maria bierze ślub z Matzerathem, tym samym przestaje być kochankiem Oskara. Oskar kilkakrotnie próbuje przerwać jej ciążę, m.in. kopiąc ją w brzuch.
Po śmierci Matzeratha zostaje wdową. Sklep oddaje Fajngoldowi, żydowi. Wyjeżdża do Niemiec do swej siostry Gerdy. W 1949 roku jej kochankiem zostaje pan Stenzel.
Kurt Matzerath – domniemany syn Marii i Oskara. Oficjalnie syn Alfreda Matzeratha, urodzony w 1940 roku.
Na swoje trzecie urodziny otrzymuje od Oskara blaszany bębenek, jednak nie umie na nim grać i rozbija go. Na pogrzebie Alfreda Matzeratha uderza Oskara kamieniem w głowę. To właśnie w tym uderzeniu otoczenie Oskara upatruje przyczynę jego rośnięcia.
Anna Koljaczek – matka Agnieszki, siostra Wincentego Brońskiego. Jest Kaszubką i pochodzi ze wsi Bysewo.
Jej cechą charakterystyczną jest noszenie czterech obszernych spódnic w różnych kolorach. Oskar lubi podkreślać, iż pod spódnicami Anny Brońskiej rozlega się zapach zjełczałego masła.
W 1899 roku pomaga ukryć się ściganemu przez pruską żandarmerię Józefowi Koljaczkowi, właśnie pod owymi spódnicami. Dziewięć miesięcy później rodzi się ich córka Agnieszka.
Anna przeprowadza się razem z Józefem nad Motławę, który pracuje tam jako flisak. W 1913 roku ginie Koljaczek, rok później Anna wychodzi za mąż za jego brata Grzegorza. Razem prowadzą sklep. Po jego śmierci w 1917 roku powraca do Bysewa, od tej pory mieszka razem z bratem Wincentym.
Józef Koljaczek – mąż Anny i ojciec Agnieszki.
W 1899 roku jest ścigany przez policję pruską za liczne podpalenia. Ukrywa się pod spódnicami Anny Brońskiej. Po tym wydarzeniu przybiera fałszywe, a właściwie skradzione nazwisko i zostaje flisakiem. W 1913 roku zostaje rozpoznany i w pościgu umiera przez utopienie się. Według rodzinnej legendy udało mu się przeżyć i wyjechał do Stanów Zjednoczonych Ameryki, gdzie żyje pod nazwiskiem Joe Colchic, co jest literackim zabiegiem zanglicyzowania osobliwej formy nazwiska od polskiego słowa kolczyk.
Wincenty Broński – brat Anny Koljaczek, ojciec Jana Brońskiego.
Podobnie jak wszyscy Brońscy jest z natury osobą spokojną i wrażliwą, posiada niebieskie oczy. Mieszka w Bysewie.
Jadwiga Eifel – żona Jana Brońskiego, matka Stefana i Margi. Jej nazwisko rodowe brzmi Lemke.
Według Oskara jest brzydka i niemądra. Po śmierci Jana przybiera niemieckie obywatelstwo jako żona wojskowego Eifela.
Eifel – drugi mąż Jadwigi Brońskiej. Ginie pod koniec II wojny światowej zamordowany przez swoich byłych robotników przymusowych.
Stefan Eifel – urodzony w 1924 roku jako Stefan Broński, syn Jana i Jadwigi. Nazwisko Eifel przybiera po drugim ślubie matki. Jako obywatel III Rzeszy zostaje wcielony do Wehrmachtu, ginie w walce.
Marga Eifel – urodzona jako Marga Brońska, córka Jana i Jadwigi, siostra Stefana.
Grzegorz Koljaczek – brat Józefa Koljaczka, właściciel sklepu. W 1914 roku zostaje mężem Anny Brońskiej. Jest alkoholikiem, umiera w 1917 roku na atak serca.

## Trylogia Gdańska (Danziger Trilogie)[8]
- Blaszany bębenek 1983 (oryg. Die Blechtrommel, 1959)
- Kot i mysz 1963 (oryg. Katz und Maus, 1961)
- Psie lata 1990 (oryg. Hundejahre, 1963)